# 肖特卡姆 (亞利桑那州)
肖特卡姆（英語：Shaotkam）是位於美國亞利桑那州皮馬縣的一個非建制地區。該地的面積和人口皆未知。

## 地理
肖特卡姆的座標為31°46′10″N 112°24′37″W / 31.76944°N 112.41028°W，而該地的平均海拔高度為513米（即1683英尺）。